# Tipo XVII
Los submarinos Tipo XVII eran pequeños submarinos costeros alemanes que utilizan el sistema de propulsión de Hellmuth Walter a base de peróxido de hidrógeno. Ofrecía una combinación de propulsión independiente del aire y altas velocidades sumergidos.

## Preliminares
Hellmuth Walter había diseñado un pequeño submarino de alta velocidad con una forma aerodinámica impulsado por peróxido de hidrógeno. Los planes del proyecto, en 1934, preveía un desplazamiento de 300 toneladas, la velocidad en superficie de 26 nudos y sumergido de 30, autonomía: 2.500 millas náuticas a 15 nudos, incluyendo 500 millas bajo el agua a la misma velocidad. 
Estos parámetros fueron considerados como una broma, y el proyecto no despertó mucho interés en el OKM. Fue sólo después de un encuentro personal con Dönitz en 1937 logró interesar a este último. En 1939 comenzó la construcción de una pequeña unidad experimental, el V-80 (80 toneladas de desplazamiento), impulsado por una turbina Walter. A principios de 1940 se llevaron a cabo pruebas, durante el cual alcanzó un sensacional velocidad sumergido, 28,1 nudos (52,0 km/h). En noviembre de 1940 los almirantes Erich Raeder y Werner Fuchs (jefe de la Oficina de Construcción de la Kriegsmarine) fueron testigo de una demostración del V-80, Raeder quedó impresionado, pero Fuchs tardó en aprobar pruebas adicionales.
Tras el éxito de las pruebas del V-80, Walter contacto con Karl Dönitz en enero de 1942, que abrazó con entusiasmo la idea y pidió que estos submarinos se desarrollaron tan rápidamente como sea posible. El pedido inicial se dio en el verano de 1942 para el desarrollo de cuatro submarinos Tipo XVII A.

## Construcción

Dibujo comparativo de las diversas variantes de los submarinos Tipo XVII

El Tipo XVII A estaba subdividido en dos versiones diferentes. Los, U-792 y U-793, designado Wa 201 (277 toneladas de desplazamiento sumergido, velocidad: 25 nudos, 4 torpedos), fueron construidos por Blohm & Voss, encargado en octubre de 1943, y alcanzó 20,25 kn (37.50 km/h) sumergido. El otro par de submarinos tipo XVIIa, U-794 y U-795, designado Wk 202 (236 toneladas de desplazamiento sumergido, velocidad: 24 nudos, 4 torpedos), fueron construidos por Germaniawerft y puesto en marcha en abril de 1944.
El U-793 alcanzó una velocidad de 22 nudos sumergido (41 km/h,) en marzo de 1944 con el almirante Dönitz a bordo. En junio de 1944, el U-792 logró 25 nudos (46 km/h). durante una milla náutica. Esta prueba se realizó cerca de Hel y contó con la presencia de cinco almirantes: Dönitz , von Friedeburg, Backenköhler, Thedsen, Godt.
Los submarinos Tipo XVII A resultaron ser muy difíciles de manejar a alta velocidad, y estaban plagados de numerosos problemas mecánicos, baja eficiencia, y el hecho de que una cantidad significativa de energía se perdía debido a una mayor presión de nuevo en el tubo de escape en profundidad. Además, la relación de longitud manga era demasiado alta, resultando en una resistencia innecesariamente alta.
De los cuatro barcos, solo se aceptó al U-794 para el servicio como nave de entrenamiento, los otros debido a una gran cantidad de defectos sólo se utilizaron experimentalmente.
El admirante Fuchs argumentó que la introducción de un nuevo tipo de submarino obstaculizaría los esfuerzos actuales de producción, pero Dönitz expuso el caso de ellos y el 4 de enero de 1943 la Kriegsmarine ordenó 24 submarinos Tipo XVII.
La construcción de los submarinos de operación Tipo XVII -el Tipo XVII B - se inició en el astillero Blohm & Voss en Hamburgo. El Tipo XVII B, a diferencia de la XVII A, tenía sólo una sola turbina, ya que se había visto en las pruebas que el consumo de combustible se disparaba a muy alta velocidad. El U-973 monto una única turbina. El pedido inicial era de 12 submarinos, del U-1405 al U-1416. Sin embargo, Blohm & Voss tenía dificultades para hacer frente a los pedidos de los submarinos Tipo XII y la Kriegsmarine redujo el pedido a seis.

## Variantes
Doce Tipo XVIIG un diseño ligeramente mejorado, del U-1081 al U-1092, eran al mismo tiempo encargados al astillero Germaniawerft, en Kiel.
El proyectado Tipo XVIIK habría cambiado el sistema Walter por motores diésel en ciclo cerrado que utilizan oxígeno puro de tanques a bordo.

## Submarinos terminados
Tres submarinos del tipo XVIIb se completaron por Blohm & Voss de Hamburgo entre 1943 y 1944: El U-1405 se completó en diciembre de 1944, el U-1406 en febrero de 1945 y el U-1407 en marzo de 1945.
Otros tres barcos ( del U-1408 al U-1410) seguían en construcción cuando terminó la guerra. Otro seis del tipo XVII B (del U-1411 al U-1416) se cancelaron durante la guerra en favor del Tipo XXI.

## Posguerra

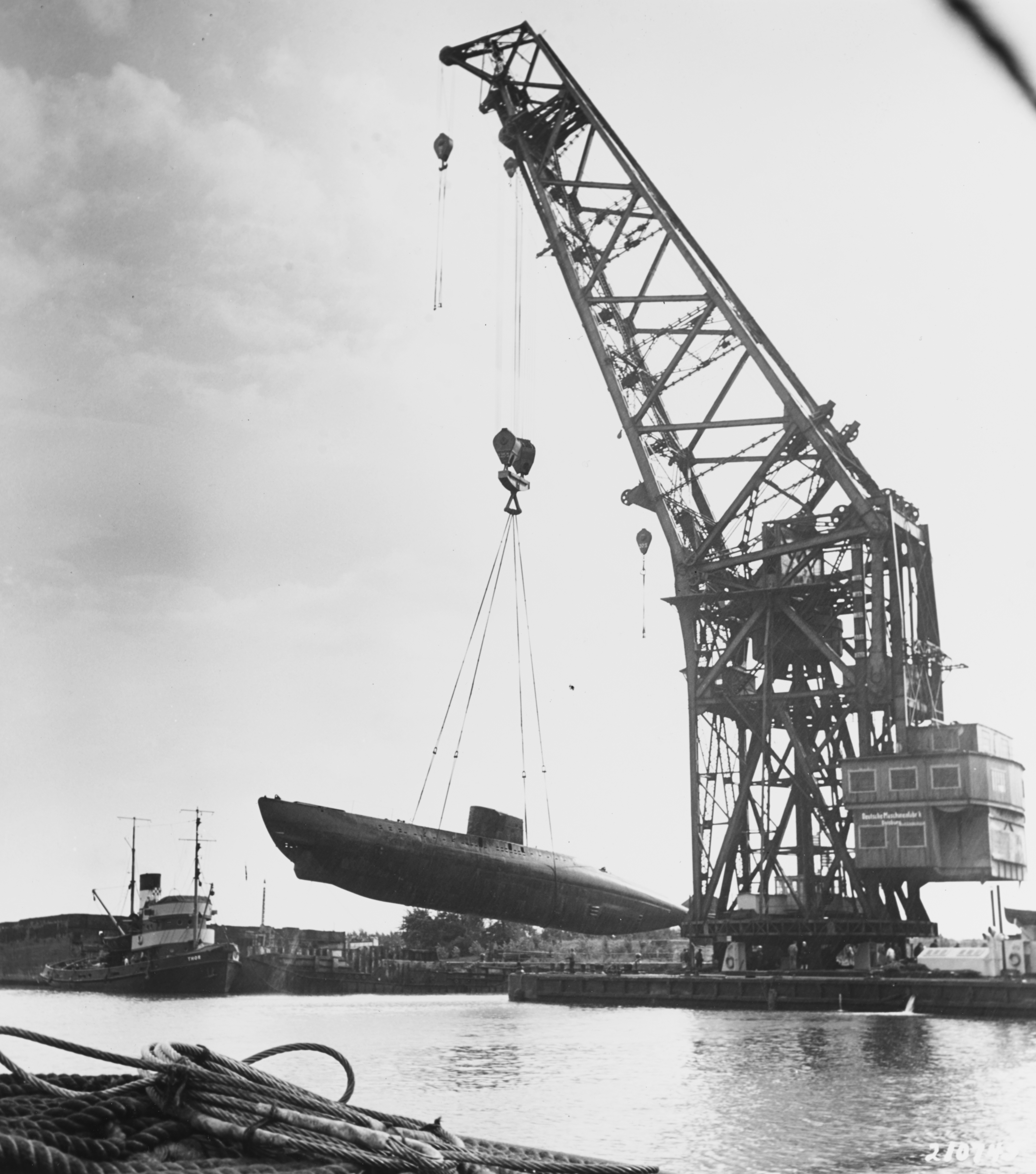
Submarino alemán clase XVIIB 11 de agosto de 1945 en el astillero

Los tres barcos terminados tipo XVIIb se escamotearon por sus tripulaciones al final de la Segunda Guerra Mundial, U-1405 en Flensburg, y U-1406 y U-1407 en Cuxhaven, todos en la zona de ocupación británica. U- 1406 y U-1407 se hundió el 7 de mayo de 1945 por el Oberleutnant Gerhard Grumpelt pesar de que un oficial superior, Kapitän zur See Kurt Thoma, había prohibido tales acciones. Grumpelt fue condenado a 7 años de prisión por un tribunal militar británico.
En la Conferencia de Potsdam en julio de 1945 asignó el U-1406 a los EE. UU. y el U-1407 a Gran Bretaña y ambos fueron rescatados pronto. La incompleta U-1408 y U-1410 fueron descubiertos por las fuerzas británicas en el astillero Blohm & Voss en Hamburgo.
La Armada de los Estados Unidos no reparó ni operó el U-1406 como lo había hecho con los dos submarinos Tipo XXI capturados. El submarino viajó a los EE. UU. como carga encubierta, después de haber sido despojado y de haber sido dañado por el fuego además de haberse inundado dos veces. 
El astillero de Portsmouth de la armada estimó que costaría $ 1 millón su vuelta a servicio, pero no lo hizo operativo debido al peligro inminente de incendio y alto costo de la HTP percibido, por lo que fue desguazado en el puerto de Nueva York en algún momento, después del 18 de mayo de 1948.
La Royal Navy reparó el U-1407 y reentró al servicio el 25 de septiembre de 1945, como HMS Meteorite. Sirvió como modelo para otras dos embarcaciones con propulsión HTP, HMS Explorer y HMS Excalibur.

## Lista de submarinos
Tipo XVIIA
Wa 201 - Blohm & Voss, Hamburgo
- U-792 - hundido por la tripulación del Canal de Kiel.
- U-793 - hundido por la tripulación del Canal de Kiel.

Wk 202 - Germaniawerft, Kiel
- U-794 - hundido por la tripulación en Geltinger.
- U-795 - hundido por la tripulación en Kiel.

Tipo XVII B - Blohm & Voss, Hamburgo
- U-1405 - barrenado mayo de 1945, recuperado y transportado a los EE. UU., desguazado en algún momento después del 18 de mayo de 1948.
- U-1406 - barrenado mayo 1945
- U-1407 - barrenado mayo de 1945, recuperado,reparado y sirvió como HMS Meteorite hasta 1949.
- U-1408 - U-1410 - sin terminar al final de la guerra
- U-1411 - U-1416 - contrato cancelado antes de comenzar la construcción

## Especificaciones técnicas
|                                                                                                | Tipo XVII A                                                                                        | Tipo XVII A                                                                                        | Tipo XVII B                                                                                        |
| ---------------------------------------------------------------------------------------------- | -------------------------------------------------------------------------------------------------- | -------------------------------------------------------------------------------------------------- | -------------------------------------------------------------------------------------------------- |
| Wa 201                                                                                         | Wk 202                                                                                             | | Tipo XVII B                                                                                        |
| desplazamiento (tm) - superficie - inmersión - total                                           | 281 314 379                                                                                        | 240 263 317                                                                                        | 317 342 422                                                                                        |
| eslora (m) - total - casco de presión                                                          | 39.05 26.15                                                                                        | 36.60 ?                                                                                            | 41.45 27.30                                                                                        |
| manga (m) - total - casco de presión                                                           | 4.5 3.3                                                                                            | 4.5 3.4                                                                                            | 4.5 3.3                                                                                            |
| calado (m)                                                                                     | 4.3                                                                                                | 4.55                                                                                               | 4.3                                                                                                |
| propulsión - hélice - motor diésel - motor eléctrico                                           | 1 1 × Deutz SAA SM517, 8 cilindros con turbocompresor, 210 hp (160 kW) 1 ×AEG AWT98, 77 hp (57 kW) | 1 1 × Deutz SAA SM517, 8 cilindros con turbocompresor, 210 hp (160 kW) 1 ×AEG AWT98, 77 hp (57 kW) | 1 1 × Deutz SAA SM517, 8 cilindros con turbocompresor, 210 hp (160 kW) 1 ×AEG AWT98, 77 hp (57 kW) |
| turbina walter                                                                                 | U-792 2 × turbinas, 5000 hp (3700 kW) U-793 1 × turbina, 2500 hp (1900 kW)                         | 2 × turbinas, 5000 hp (3700 kW)                                                                    | 1 × turbina, 2500 hp (1900 kW)                                                                     |
| velocidad (nudos) - superficie (diésel) - sumergido (baterías) - sumergido (turbina)           | 9 5 25                                                                                             | 9 5 25                                                                                             | 8.8 5 25                                                                                           |
| autonomía (millas náuticas) - superficie (diésel) - sumergido (baterías) - sumergido (turbina) | 2910 a 8.5 kn 50 a 2 kn 127 a 20 kn                                                                | 1840 a 9 kn 76 a 2 kn 117 a 20 kn                                                                  | 3000 a 8 kn 76 a 2 kn 123 a 25 kn                                                                  |
| dotación                                                                                       | 12                                                                                                 | 12                                                                                                 | 19                                                                                                 |
| armamento                                                                                      | • 2 × 533 mm (21 pulg) tubos lanzatorpedos (proa) • 4 × torpedos                                   | • 2 × 533 mm (21 pulg) tubos lanzatorpedos (proa) • 4 × torpedos                                   | • 2 × 533 mm (21 pulg) tubos lanzatorpedos (proa) • 4 × torpedos                                   |